# Montesquieu-Guittaut
Montesquieu-Guittaut är en kommun i departementet Haute-Garonne i regionen Occitanien i södra Frankrike. Kommunen ligger i kantonen L'Isle-en-Dodon som tillhör arrondissementet Saint-Gaudens. År 2022 hade Montesquieu-Guittaut 171 invånare.

## Befolkningsutveckling
Antalet invånare i kommunen Montesquieu-Guittaut
Referens:INSEE